# سياسة دونالد ترامب الاقتصادية
تتميز السياسة الاقتصادية لإدارة دونالد ترمب بتخفيضات ضريبية للأفراد والشركات، ومحاولات لإلغاء قانون الرعاية الصحية الأمريكي أوباما كير، والحماية التجارية وتقييد الهجرة ورفع القيود عن قطاعي الطاقة والمالية.
كان جزء رئيسي من الاستراتيجية الاقتصادية للرئيس ترمب خلال السنوات الثلاث الأولى (2017 -2019) هو تعزيز النمو الاقتصادي من خلال التخفيضات الضريبية والإنفاق الإضافي، وزادت هذه الاجراءات عجز الميزانية الفدرالية بشكل كبير. حافظ على الوضع الاقتصادي الإيجابي الذي ورثه عن الرئيس أوباما مع اقتراب سوق العمل من اختفاء البطالة واستمرار تحسن مقاييس دخل الأسرة وثروتها بشكل أكبر. كما نفذ الرئيس ترمب سياسة الحماية التجارية من خلال تطبيق التعريفات الجمركية بشكل أساسي على الواردات من الصين كجزء من استراتيجيته «أمريكا أولاً». زاد عدد المواطنين الأمريكيين الذين لا يملكون تأمين صحي في عهد ترمب وفقًا لمكتب الميزانية في الكونجرس، في حين كان من المتوقع أن تؤدي التخفيضات الضريبية إلى تخفيف عدم المساواة في الدخل.

## نظرة عامة
ورث الرئيس ترمب في يناير 2017 اقتصادًا بلغ بالفعل مستوىً قياسيًا في العديد من التدابير الرئيسية مثل عدد الأشخاص الذين لديهم وظائف ومتوسط دخل الأسرة الحقيقي وصافي الثروة الأسرية ومستوى سوق الأوراق المالية. كما أظهر انخفاض معدل البطالة بنسبة 4.7% وانخفاض التضخم بشكل كبير وتخفيف العجز في الميزانية. أشار ترمب إلى المذبحة الأمريكية في خطاب تنصيبه وأعلن عن إستراتيجية اقتصادية سماها «أمريكا أولاً»، بدأ إدارة الاقتصاد على أرض صلبة من حيث التدابير الإجمالية الرئيسية. كان أحد الأجزاء الرئيسية لاستراتيجية ترمب الاقتصادية هو تعزيز النمو مؤقتًا من خلال التخفيضات الضريبية والإنفاق الإضافي. ومن خلال مقارنة الفترة 2014 -2016 (السنوات الثلاث الأخيرة في عهد الرئيس أوباما) بالفترة 2017 -2019 (السنوات الثلاث الأولى في عهد الرئيس ترمب) فقد تضمنت النتائج الفعلية عدة متغيرات متحسنة مثل معدل البطالة الذي كان ينخفض منذ 2010 لجميع الفئات العرقية.
تحسنت بعض المتغيرات (على سبيل المثال: نمو الناتج المحلي الإجمالي الحقيقي ونمو الأجر الاسمي) بينما تراجعت عوامل أخرى (مثل التضخم ونمو الأجور الحقيقية). مقارنةً بتوقعات مكتب الميزانية للكونجرس قبل تنصيب ترمب مباشرةً: تحسن معدل البطالة وخلق فرص العمل والناتج المحلي الإجمالي الحقيقي خلال الفترة بين عامي 2017 و2019.

## الاستراتيجية الاقتصادية
شملت مواقف السياسة الاقتصادية لرئيس الولايات المتحدة دونالد ترمب قبل انتخابه عناصر من مختلف الأطياف السياسية. ودلّت تصرفاته بمجرد توليه منصبه على تحول سياسي يميني نحو سياسات اقتصادية أكثر تحفظًا.
اقترح ترمب قبل الانتخابات تخفيضات كبيرة على ضريبة الدخل ورفع القيود بما يتفق مع سياسات المحافظين (الحزب الجمهوري)، جنبًا إلى جنب مع اقرار استثمارات البنية التحتية الكبيرة وحماية مستحقات المسنين، والتي تُعتبر عادةً سياسات ليبرالية (الحزب الديمقراطي). واتبع سياسات مناهضة للعولمة مثل الحماية التجارية والحد من الهجرة. يمكن اعتبار هذا المزيج من المواقف السياسية من كلا الحزبين موقفًا شعبويًا نجح في جذب بعض ناخبي أوباما لعام 2012 ليصبحوا ناخبين لترمب في عام 2016.
أعلن الرئيس ترمب عن إستراتيجية اقتصادية لتحقيق شعار أمريكا أولاً في خطابه الافتتاحي في يناير 2017: «سنتخذ كل قرار متعلق بالتجارة والضرائب والهجرة والشؤون الخارجية لصالح العمال الأمريكيين والأسر الأمريكية». تضمن الخطاب إشارات إلى البنية التحتية والاستثمار العسكري وتأمين الحدود والحد من الجرائم وتقليل العجز التجاري (مثل: استرجاع ثروتنا) وسياسة الحماية (مثل: استرجاع وظائفنا).
مثلت ميزانية الرئيس ترمب الفدرالية للولايات المتحدة عام 2018 بيانًا للأولويات الاقتصادية لإدارته للعقد التالي وأشارت إلى تحول يميني (أكثر تحفظًا) بالنسبة إلى توقعات البنك المركزي العشرية في يناير 2017:
- إجراءات الأجندة الجمهورية: ما يقرب من 2 تريليون دولار تخفيضات الإنفاق على الرعاية الصحية (من برنامج ميديكيد بشكل رئيسي وهو برنامج يهتم بالأشخاص ذوي الدخل المنخفض)، ونحو 1.5 تريليون دولار تخفيضات الإنفاق التقديرية غير الدفاعية، ونحو 1 تريليون دولار تخفيضات الشركات وضريبة الدخل، ما يمثل صافي تخفيض من العجز 2.5 تريليون دولار.
- إجراءات الأجندة الديمقراطية: تخفيض صاف في الإنفاق الدفاعي بقيمة 300 مليار دولار، ونحو 200 مليار دولار أخرى من البنية التحتية، ما يمثل تخفيض صاف للعجز قدره 100 مليار دولار.[24]

كتب الصحفي ماثيو يغليسياس في ديسمبر عام 2017 أنه «على الرغم من أنَّ حملة ترمب كانت شعبية إلا أن أجندته الاقتصادية بعد الانتخابات تطابقت مع السياسة الاقتصادية اليمينية المتطرفة:» افترض يغليسياس أن هذه كانت صفقة للحد من إشراف وسيطرة الكونجرس على السلطة التنفيذية. عبر عالم الاقتصاد بول كروغمان عن وجهة نظر مماثلة في فبراير عام 2020، حيث قال إنّ وعود ترمب الأولية بجدول أعمال ثنائي يمثل الحزبين (مثل: رفع الضرائب على الأغنياء والاستثمار في البنية التحتية والحفاظ على برامج شبكات الأمان) أفسحت الطريق لمتابعة أولويات السياسة الجمهورية من التخفيضات الضريبية وخفض الإنفاق على شبكة الأمان، على الرغم من عدم وجود مخاوف بشأن عجز الميزانية الذي عبر عنه الجمهوريون خلال إدارة أوباما.
سعى الرئيس ترمب أيضًا إلى الاستعانة بمساعدة الاحتياطي الفدرالي الأمريكي في دعم محاولاته لتحفيز الاقتصاد.
أشار مسؤولو الاحتياطي الفدرالي في ديسمبر عام 2016 إلى أنّ التحفيز على السياسة المالية (أي التخفيضات الضريبية وزيادة الإنفاق الحكومي) في اقتصاد قريب من تحقيق العمالة الكاملة والنمو بأقصى وتيرة مستدامة بلغ نحو 2% قد تلقى معارضة من خلال تشديد السياسة النقدية (رفع أسعار الفائدة) لتعويض مخاطر التضخم.

## تقييمات شاملة
كتب الخبير الاقتصادي جستين ولفرز في فبراير عام 2019: «راجعت استطلاعات نحو 50 من كبار علماء الاقتصاد (الليبراليين والمحافظين) أجرتها جامعة شيكاغو. ما يثير الدهشة هو أنَّ جميع علماء الاقتصاد متفقون بالإجماع تقريبًا على أن سياسات السيد ترمب مدمرة». أعطوا درجة -A لأداء الاقتصاد عمومًا، بصرف النظر عن الدرجات المتدنية لسياسات ترمب الأخرى مثل درجة F للسياسة التجارية وD- للسياسة المالية وC للسياسة النقدية. أشارت دراسة في يوليو عام 2018 إلى امتلاك سياسات ترمب تأثير ضئيل على الاقتصاد الأمريكي من حيث الناتج المحلي الإجمالي أو التوظيف.
كتب ستيفن راتنر في صحيفة نيويورك تايمز في أغسطس عام 2018 قائلاً: «يستمر الاقتصاد في التوسع بشكل جيد، يجب أن يحتفل جميع الأمريكيين بذلك. ولكن لا يوجد أي تغير ملحوظ في النتائج الإجمالية منذ تولي السيد ترمب منصبه. والأهم من ذلك وجود القليل من الأدلة على أنَّ سياسات الرئيس حسنت بشكل ملموس ثروات الأمريكيين المنسيين الذين انتخبوه. وأوضح راتنر أنَّ خلق الوظائف ونمو الأجور الحقيقي قد تباطأ مقارنة بين نهاية إدارة أوباما وفترة متساوية خلال إدارة ترمب.
إنّ نمو الناتج المحلي الإجمالي الحقيقي بنسبة 4.1% في الربع الثاني من عام 2018 قد زاد من خلال المساهمات التجارية غير المتكررة وجرى تجاوزه خلال سنة من إدارة أوباما، ذهبت نسبة 84% من فوائد التخفيضات الضريبية من قبل ترمب إلى الشركات والأفراد ذوي الدخل الأكبر من 75000 دولار (ومن  زيادة عدم المساواة)، كان من المتوقع أن تزيد التخفيضات الضريبية والزيادات في الإنفاق عجز الميزانية في عام 2019 إلى ما يقرب من 1 تريليون دولار (أي ضعف التوقعات السابقة).